# خان الجمرك (دمشق)
خان الجمرك وهو أحد الخانات التاريخية في مدينة دمشق القديمة، بني في العهد العثماني وهو أحد منشآت الوالي مراد باشا سنة 1596م، يختلف خان الجمرك عن باقي خانات دمشق، إذ يمتد على شكل زاوية قائمة من دخلة السليمانية إلى سوق الحرير باتجاه الشرق.

## محتويات الخان
- ثلاثة وخمسون مخزناً كبيراً.
- ثمانية مخازن صغيرة.
- تسع قباب ذات رقاب ونوافذ.

## طالع ايضاً
- معنى خان في العمارة الدمشقية مصطلحات معالم دمشق.
- تاريخ الخانات في دمشق.